# Mammillaria decipiens
Mammillaria decipiens là một loài thực vật có hoa trong họ Cactaceae. Loài này được Scheidw. mô tả khoa học đầu tiên năm 1838.

## Hình ảnh

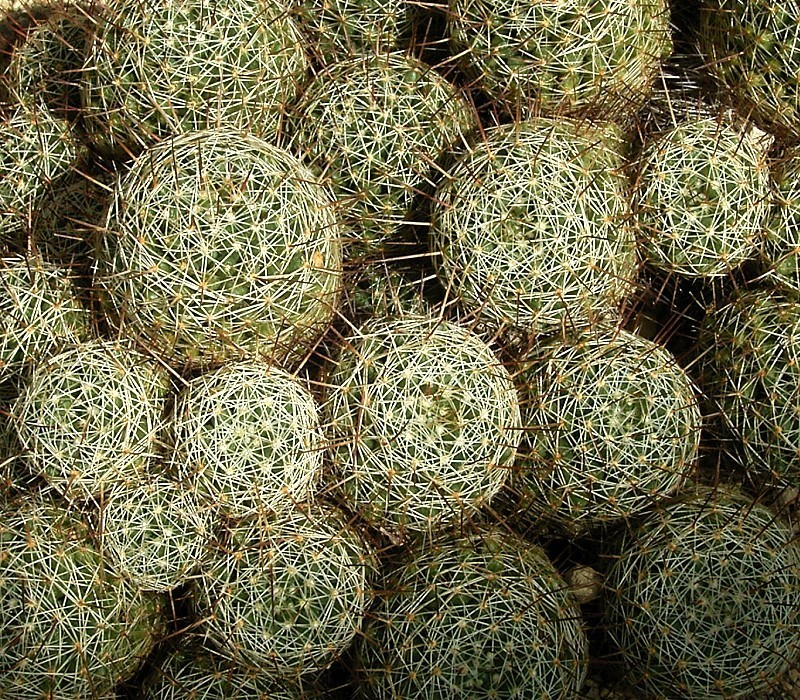
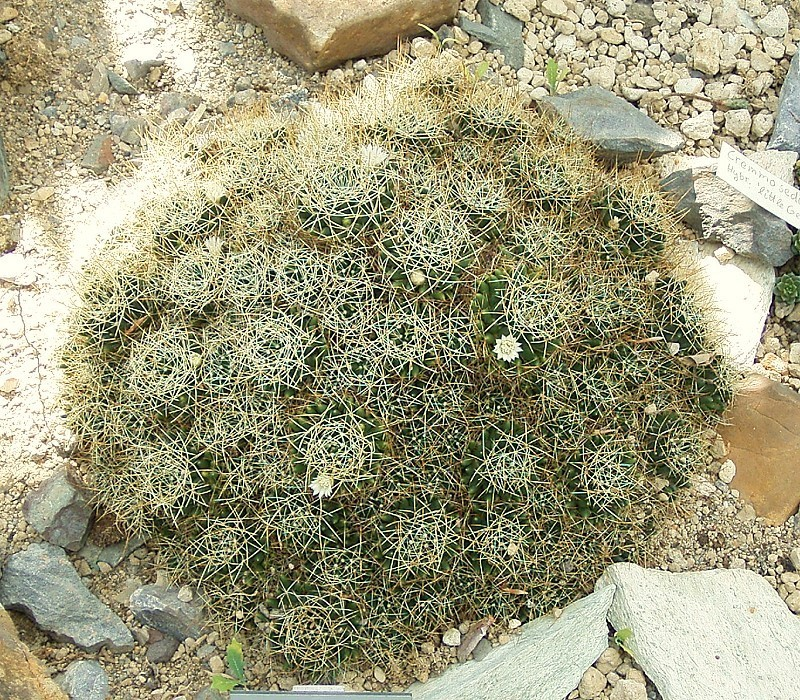
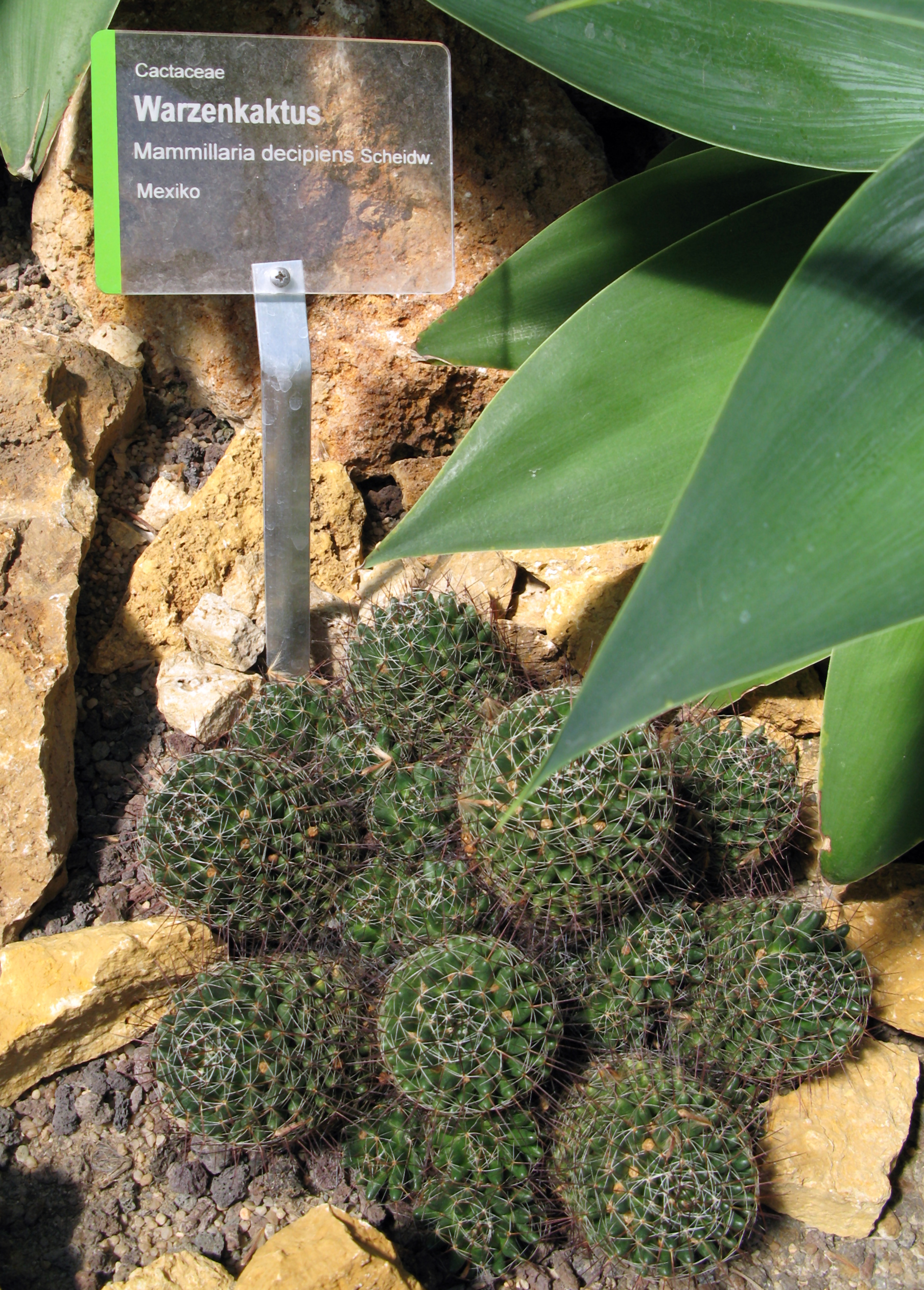
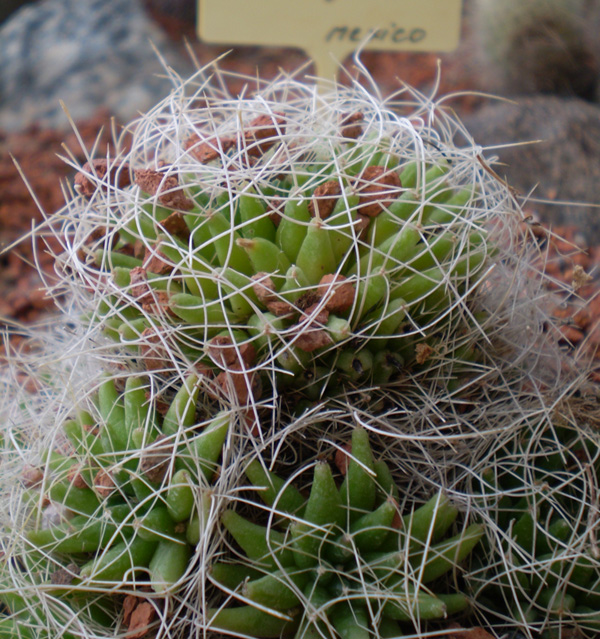